# مشاركة الصور
مشاركة الصور هو نشر أو نقل الصور الرقمية للمستخدم عبر الانترنت. مواقع مشاركة الصور تقدم خدمات مثل رفع، استضافة، إدارة وتبادل الصور سواء كانت عامة أو خاصة. وتتم هذه العملية من خلال جميع المواقع والتطبيقات التي تسمح بتحميل وعرض الصور. ويمكن أن يطلق هذه المصطلح على جميع المواقع التي يستعرض من خلالها ويدار المتحوى المصور بما في ذلك المدونات المصورة. بعض المواقع لا تقدم إلا خيارات استعراض الصور ومع عدم امكانية حفظها وتتيح للرافع القدرة على تحديد خيارات مختلفة في سياسات حقوق الطبع والنشر لصوره.